# 石川県道117号塩屋港線
石川県道117号塩屋港線（いしかわけんどう117ごう しおやこうせん）は、石川県加賀市内を通る一般県道（石川県道）である。

## 路線概要
- 起点：石川県加賀市塩屋町ホ85番1地先（＝塩屋港）
- 終点：石川県加賀市吉崎町ニ188番1地先（＝吉崎交差点・国道305号（国道365号と重複）交点）

起点の塩屋漁港から東に進み、塩屋町内を通り抜け、大聖寺川にかかる塩屋大橋詰の交差点で南に右折、大聖寺川にかかる塩屋大橋を渡り、終点に至る。

## 歴史
- 1960年（昭和35年）10月15日：路線認定。

## 通過する自治体
- 石川県
  - 加賀市

## 接続道路
- 石川県道296号三木塩屋線（加賀市塩屋町・塩屋大橋詰交差点）
- 国道305号（国道365号と重複）（同市吉崎町・吉崎交差点：終点）